# Magdalena Mira
Magdalena Mira Mena (Santiago, 1859-14 de octubre de 1930) fue una pintora y escultora chilena. Se la considera, junto con su hermana Aurora Mira Mena, una de las primeras mujeres artistas de Chile y «una de las más importantes figuras femeninas de la pintura del siglo XIX en Latinoamérica».

## Datos biográficos
Magdalena Mira Mena fue hija de Gregorio Mira Íñiguez, pintor aficionado que estudió con el artista francés Raymond Monvoisin. Su hermana Aurora Mira Mena también fue pintora; su hermano Pedro Nolasco de Mira Mena se desempeñó como regidor y tercer alcalde en la comuna de Pichilemu. En 1905 realizó en una gira por Europa, radicándose finalmente en Roma durante tres años.

## Educación y estilo
Estudió en la Academia de Pintura de Santiago y su obra la realizó a partir de mediados del siglo XIX. Fue alumna de Juan Francisco González, y junto a Aurora fue discípula de Juan Mochi, con la que fue incluida dentro de la denominada «generación del medio siglo». De acuerdo a Antonio Romera, se observa en su obra «un tratamiento minucioso y apurado en la forma. Sus volúmenes tienen una dureza y apresto que no impiden el lirismo y la delicadeza, como se ve en La hermana de la Caridad una de las más bellas telas de la pintura chilena».
Asistió junto a su hermana Aurora a la exposición realizada en el Congreso Nacional de Chile desde 1883 a 1886, donde se alzó con tres medallas de oro por La hermana de la Caridad, Ante el caballete o Retrato de Gregorio Mira y Retrato de la señora J. O de F. Además, participó en las exposiciones colectivas posteriores en 1889, 1891, 1895 y 1897.
Hacia sus cuarenta años de edad, habiendo alcanzado una madurez pictórica destacada por la crítica contemporánea, interrumpió su carrera artística cumpliendo con las normas y costumbres de la época relacionadas con el rol doméstico de la mujer. Solo volvió a tomar los pinceles como pasatiempo.

## Exposiciones en vida
- Beaux Arts au Chili, Exposición Universal de París (Francia, 1889).
- Exposición Internacional de Bellas Artes 1910, Museo Nacional de Bellas Artes, Chile (Santiago, 1910).
- Museo Nacional de Bellas Artes, Cincuentenario de su Fundación 1880-1930 (Santiago, 1930).

## Obras selectas
- La viuda (1885, óleo sobre tela, 46 x 33 cm).
- la mujer (1888, oleo sobre tela, 59 x 22 cm ).
- La bordadora (óleo sobre tela, 144 x 100 cm).
- La hermana de la Caridad.
- Ante el caballete o Retrato de Gregorio Mira.
- Retrato de la señora J. O de F.
- Retrato de Sara Goycolea de Barros (1890, óleo sobre tela, 51 x 38 cm).
- Retrato de Ana Mira Mena (1882, óleo sobre tela, 50 x 42 cm).